# 毎日新聞社

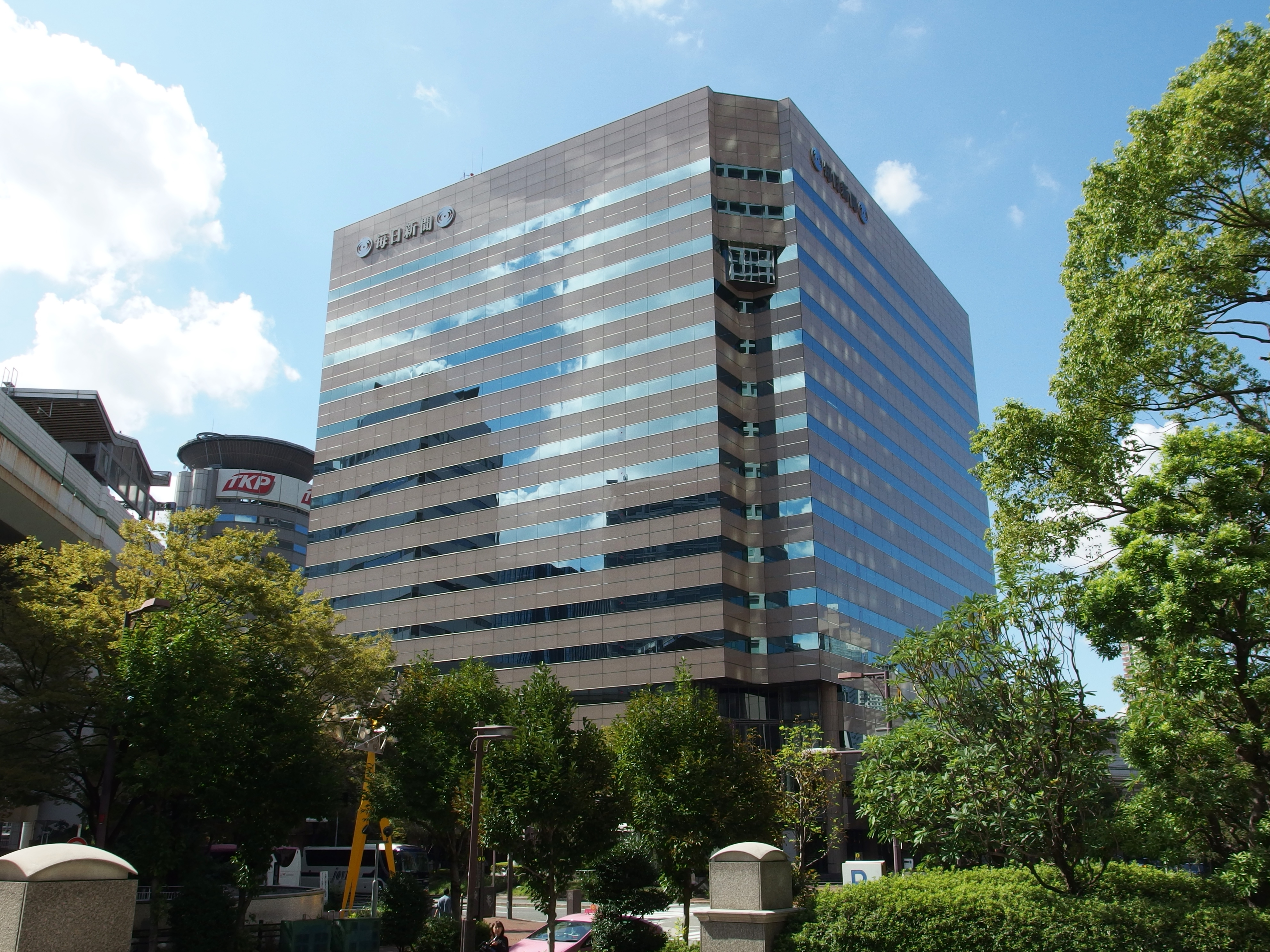
毎日新聞大阪本社（毎日新聞ビル 大阪市北区）

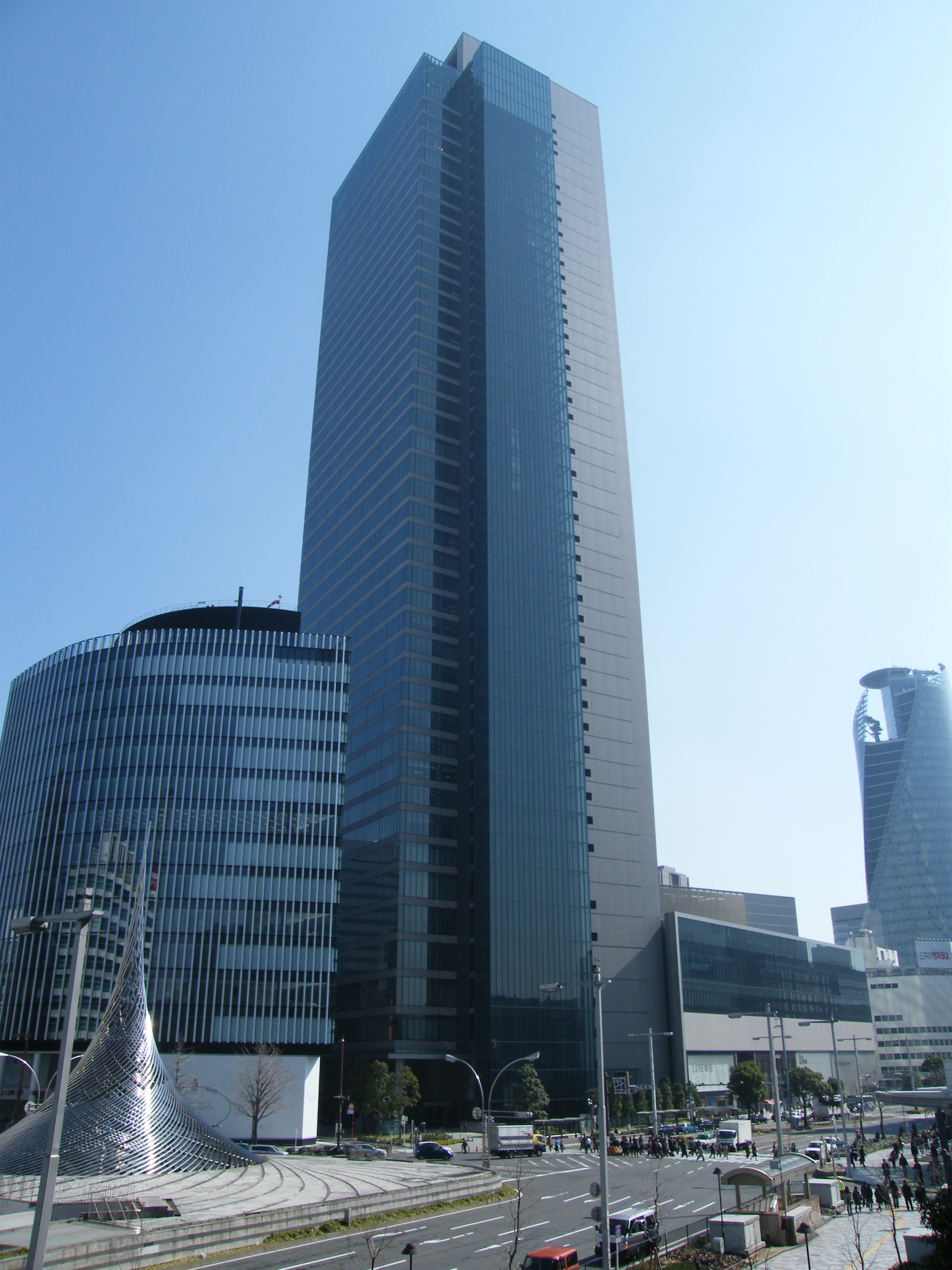
毎日新聞中部本社（ミッドランドスクエア 名古屋市中村区）

株式会社毎日新聞社（まいにちしんぶんしゃ、英: The Mainichi Newspapers Co., Ltd.）は、全国紙『毎日新聞』を発行する日本の新聞社。ニュースサイトの「毎日新聞デジタル」の運営も行う。大阪毎日新聞と東京日日新聞を源流とし、1970年代までは本社と本店を大阪に置いていたが、その後東京に移転した。選抜高等学校野球大会（春の選抜高校野球）などのスポーツや文化事業の企画開催も行っている。
毎日新聞グループホールディングス（毎日新聞GHD）傘下の中核事業会社である。株式会社毎日新聞社と名乗る企業名は通算3代目（現在のそれは、毎日新聞GHDの設立後に新たに設立されたもの）である。

## 主な事業所
- 東京本社（登記上の本店） - 東京都千代田区一ツ橋一丁目1-1　パレスサイドビル
  - 北海道支社 - 北海道札幌市中央区北4条西6丁目1　毎日札幌会館
- 大阪本社 - 大阪府大阪市北区梅田三丁目4-5　毎日新聞ビル
- 中部本社 - 愛知県名古屋市中村区名駅四丁目7-1　ミッドランドスクエア
  - 中部本社ささしまオフィス - 愛知県名古屋市中村区平池町4-60-12 グローバルゲート
- 西部本社 - 福岡県北九州市小倉北区紺屋町13-1　毎日西部会館
  - 福岡本部 - 福岡県福岡市中央区天神一丁目16-1　毎日福岡会館

## 社章
- 「大」の字を星形にかたどり、その中央に「毎」の字を丸で囲んだものを配したもの。大阪毎日新聞社時代の1897年3月31日に制定され、1991年11月4日まで使用された。
- 1991年11月5日以降はコーポレート・アイデンティティを導入し、目と星を組み合わせたシンボルマーク「毎日の目」を制定し、使用している。

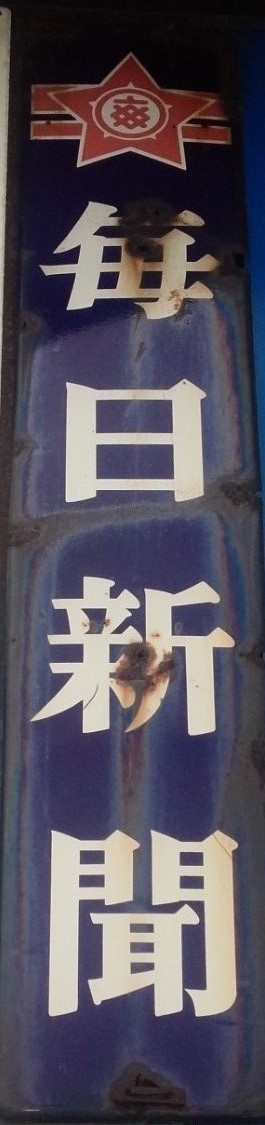
毎日新聞社・旧社章（同社ホーロー看板より、1897年～1991年）
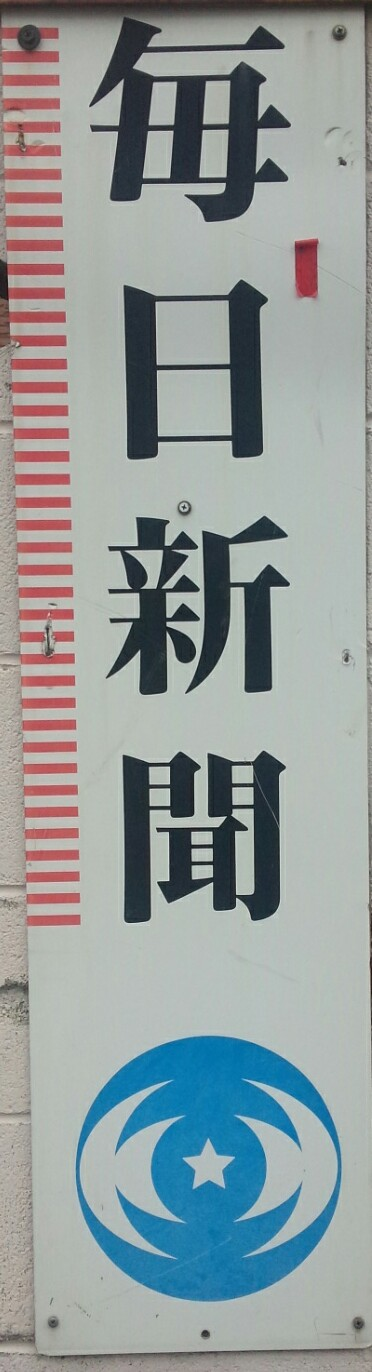
毎日新聞社・社章（同社ホーロー看板より、1991年～）

## 社旗
- 1991年11月5日の題字変更以前は、白地で、上部中央に毎日新聞社の旧社章（上述の星を象ったもの）を配し、赤の二本帯線を背後に引いた意匠であった。二本帯線は雲を表し、星は文化の明星を表すとされた。下部は明朝体の「毎日新聞社」となる場合や、題字と同じ毛筆（隷書体）による「毎日新聞」となる場合があった。
- 題字変更後は、現代の知性を代表するとされるインテリジェント・ブルー（水色）を基調としており、題字とほぼ同じように両サイドに「毎日の目」を配し、それをはさむ形で「MAINICHI」、中央にアンダーライン（白）をはさんで、明朝体で毎日新聞と表記するものである。

## 沿革
- 1872年 - 「東京日日新聞」創刊。
- 1876年 - 「大阪日報」創刊。
- 1882年 - 「大阪日報」の身代わり紙として「日本立憲政党新聞」（後の「大阪毎日新聞」）創刊。
- 1943年 - 「東京日日新聞」と「大阪毎日新聞」が題号を統一[注 2] して、「毎日新聞」となる。
- 1947年6月5日 - 昭和天皇が大阪本社に行幸（昭和天皇の戦後巡幸）[3]。
- 1950年7月28日 - 各報道機関でレッドパージが始まる。毎日新聞社の初日の解雇者は49人[4]。
- 1977年11月4日　株式会社毎日新聞社（法人登記上初代。旧大阪毎日新聞社。本店・大阪市。資本金1億5千万円）は、経営悪化のため新旧分離による再建を実施。下野新聞、スポーツニッポン新聞東京本社や従業員持株会、主要販売店、東京放送（現・TBSホールディングス）、毎日放送、三和銀行や三菱銀行（メインバンク。いずれも現在の三菱UFJ銀行）などの40億円出資による毎日新聞株式会社を東京に設立。
- 1977年12月1日 - 株式会社毎日新聞社は毎日新聞株式会社に新聞発行権を譲渡して株式会社毎日に商号を変更。
毎日新聞株式会社はこれを受けて株式会社毎日新聞社（法人登記上2代目）に改称。従業員も引き継ぐ。株式会社毎日より設備一切を賃借して新聞の編集発行を開始。
- 1985年10月 - 株式会社毎日の債務返済が一段落し、同社を存続会社として合併（商法上の本社は東京本社とした）。再建に一応の目途を付ける。日本の主要新聞で資本金が最多であり、発行部数では業界3位の約340万部で読売新聞社（約1000万部）・朝日新聞社（約800万部）に大きく水をあけられても十分な経営が成り立っているのはこのためである（業界4位は中日新聞社）[5]。
- 2011年4月1日 - 子会社の株式会社スポーツニッポン新聞社と共同で株式移転を行い、共同持株会社の毎日・スポニチ持株移行株式会社（現・毎日新聞グループホールディングス）を設立して、その完全子会社（株式会社毎日新聞社としては3代目）となる。
- 2015年4月1日 - 出版事業部門を分社し、毎日新聞出版株式会社を設立[6]。
- 2020年 - 9月度のABC発表の発行部数で中日新聞（単体・東京新聞等の系列紙を除く。含むと昔から毎日新聞は4位）に抜かれ業界4位に、10月度には日本経済新聞にも抜かれ業界5位に転落。11月度では日本経済新聞が大きく下落したことで業界4位に復帰[7]。
- 2021年2月 - 毎日新聞社などが主催するびわ湖毎日マラソンが第76回大会で大津市での開催を最後に終了。[8]
- 2021年3月 - 資本金を41億5000万円から1億円へ大幅に減資予定。資本金を減らすことで税法上の中小企業に該当することになる。
- 2021年7月 - 朝・夕刊セットは4,037円から4,300円に、朝刊のみ発行の地域は3,093円から3,400円にそれぞれ改定。27年半ぶりの値上げに[9]。
- 2023年6月1日 - 朝・夕刊セットは4,300円から4,900円、朝刊統合版は3,400円から4,000円、1部売りも160円に改定[10]。2年も待たずに値上げ。
- 2024年９月30日- 富山県での新聞配送を終了。全国47都道府県に配送網を保ってきた同社の終了は初めて。[11]
- 2025年1月7日 - 王将戦の主催から毎日新聞社、スポーツニッポン新聞社が撤退することを発表。特別協力という形へ。[12]
- 2025年3月31日 - 島根県西部の石見地方（４市５町）で、新聞配送を終了。24年10月時点の部数は1438部。[13]
- 同 - 北海道の釧路市や北見市など道東・道北の93市町村での新聞配送を終了。24年10月時点の部数は約800～1,100部。[14]
- 2025年4月 - 北海道支社のある札幌毎日会館ビルの持ち分を大林組系の不動産会社に売却[15]。
- 2025年8月2日 - 土曜日の夕刊を休止（実質の廃止）。[16]

## 業績推移
| 決算期      | 売上高  | 営業利益 | 経常利益 | 当期純利益 | 純資産 | 総資産  |
| ----------- | ------- | -------- | -------- | ---------- | ------ | ------- |
| 2007年3月期 | 157,797 |          | 959      | ▲6,325     | 20,532 | 164,725 |
| 2008年3月期 | 152,540 |          | 536      | 180        | 22,224 | 170,363 |
| 2009年3月期 | 151,941 |          | 1,375    | 282        | 22,645 | 173,184 |
| 2010年3月期 | 148,748 | 2,694    | 2,161    | 177        | 20,399 | 167,432 |
| 2011年3月期 | 138,085 | ▲2,584   | ▲2,695   | ▲1,761     | 16,928 | 161,195 |
| 2012年3月期 |         |          |          |            |        |         |
| 2013年3月期 |         |          |          |            |        |         |
| 2014年3月期 |         |          |          |            |        |         |
| 2015年3月期 | 118,221 |          | 281      | 26         | 12,395 | 152,313 |
| 2016年3月期 |         |          |          |            |        |         |
| 2017年3月期 | 110,181 | 151      | 120      | 227        | 13,590 | 153,066 |
| 2018年3月期 | 106,632 | ▲196     | 130      | 151        | 13,024 | 150,834 |
| 2019年3月期 | 97,429  | ▲1,780   | ▲1,386   | ▲537       | 12,025 | 147,877 |
| 2020年3月期 | 88,062  | ▲3,817   | ▲8,075   | ▲6,968     | 4,225  | 140,214 |
| 2021年3月期 | 80,031  | ▲2,800   | ▲2,674   | 191        | 3,984  | 140,867 |
| 2022年3月期 | 62,453  | 24       | 106      | ▲407       | 3,429  | 135,326 |
| 2023年3月期 | 59,523  | ▲1,196   | ▲1,096   | 3,001      | 6,600  | 134,200 |
| 2024年3月期 | 57,966  | ▲1,406   | ▲915     | ▲736       | 8,053  | 132,080 |
| 2025年3月期 | 56,072  | 925      | 1,246    | 5,232      | 12,493 | 142,791 |

※有価証券報告書及び決算公告から作成

## 対象地域
| 発行所      | 発行所      | 対象地域 | 夕刊発行地域（各一部地域除く）                                                       |
| ----------- | ----------- | --- | ------------------------------------------------------------------------------------ |
| 東京 本社   | 東京 本社   | 東北、関東、甲信越、静岡県 | 茨城県、栃木県、群馬県、埼玉県、千葉県、東京都（小笠原諸島を除く）、神奈川県、静岡県 |
| 北海道 支社 | 北海道 支社 | 北海道 | ※ 北海道支社は発行する全ての地域が朝刊統合版である。                                 |
| 中部 本社   | 中部 本社   | 愛知県、岐阜県、三重県（伊賀市・名張市・熊野市・南牟婁郡除く）                                                                                     | ※ 中部本社は発行する全ての地域が朝刊統合版である。                                   |
| 大阪 本社   | 大阪 本社   | 北陸（富山県を除く）、近畿、三重県伊賀市・名張市・熊野市・南牟婁郡、中国（山口県、島根県浜田市・益田市・大田市・江津市・邑智郡・鹿足郡除く）、四国 | 大阪府、京都府、兵庫県（一部地域除く）、奈良県、和歌山県                             |
| 西部 本社   | 西部 本社   | 山口県、島根県浜田市・益田市・大田市・江津市・邑智郡・鹿足郡、九州、沖縄県                                                                         | 山口県、福岡県、沖縄県                                                               |

### 備考
- 夕刊の発行地域は各都道府県の一部を除く。夕刊の無い地域では統合版の発行となる。
- 北海道は2008年8月30日付で、山梨県は2016年3月31日付けで、中部本社管轄の東海3県は2023年3月31日付で、大阪本社管内の滋賀県、兵庫県加古川市以西は2024年3月31日付で、それぞれ夕刊の発行を廃止し、統合版のみの発行になった。
- 2024年9月末で富山県への配達が終了。2025年3月末で島根県石見地域、北海道道東・道北93市町村への配達が終了予定。
- 沖縄県については本土からの空輸。系列のスポーツニッポンについては同社が琉球新報社と提携し、「新報スポニチ」として現地印刷。

## 不祥事
- 三億円別件逮捕事件
- 西山事件
- 毎日新聞のグリコ・森永事件に関する捏造事件
- 毎日デイリーニューズWaiWai問題

## 発行している主な新聞・雑誌

### 新聞
- 毎日新聞
- 毎日小学生新聞
  - 北海道小学生新聞
- 点字毎日

### 雑誌
近年、新聞社は出版機能を関連会社に移行させることが多くなっており、毎日新聞社も2015年4月1日に毎日新聞出版を設立し、出版部門を分社化した。
- サンデー毎日
- エコノミスト
- 月刊Newsがわかる
- 毎日フォーラム
- 佛教芸術
- 俳句あるふぁ
- MMJ

このほかに関係出版社として株式会社マイナビ（旧毎日コミュニケーションズ）があるが、資本的・業務的関係は薄まっている上、同社には競合社の朝日新聞社も出資している。ただ、マイナビが出版する雑誌や新聞の一部を毎日新聞販売店で取り扱うこともある。

## 主な主催行事

### 野球
- 選抜高等学校野球大会 - 大阪本社管轄、旧大毎から継承。
- 都市対抗野球大会 - 東京本社管轄、旧東日から継承。
- 社会人野球日本選手権大会 - 大阪本社管轄
- 全日本クラブ野球選手権大会 - 東京本社管轄

### 囲碁・将棋
- 名人戦・順位戦 - 朝日新聞と共同主催。東京本社管轄、旧東日から継承。
- 本因坊戦 - 東京本社管轄、旧東日から継承。

### その他の競技
- 別府大分毎日マラソン - 西部本社管轄
- 全国高校ラグビー大会 - 大阪本社管轄
- 甲子園ボウル - 大阪本社管轄
- 優勝写真額 - 大相撲本場所の幕内最高優勝力士に贈られる。東京本社管轄、旧時事新報から継承。

## かつて発行していた新聞・雑誌

### 新聞
- Mainichi Daily News（毎日デイリーニューズ）（2001年3月で休刊、4月からWeb サイト単独メディアとなる。）
- マチゴト（2014年3月休刊）
- MAINICHI RT（2013年8月31日休刊、有料電子版&タブロイド朝刊<首都圏1都3県向け>）
- 毎日中学生新聞 （2006年3月31日限り休刊）
- 毎日こどもしんぶん（1976年創刊、2000年3月休刊）
- MAINICHI WEEKLY（1972年創刊、2020年休刊）

### 雑誌
- カメラ毎日
- 毎日グラフ
- 一億人の昭和史
- 日本の肖像
- 毎日らいふ
- わたしの食卓
- アルバトロス・ビュー（1987年-2009年まで。プレジデント社に販売権移動）
- 埼玉西武ライオンズファンブック（1979年-2008年まで。2009年からベースボールマガジン社に版権移動）
- FC東京ファンブック（1999-2009年まで。2010年から朝日新聞出版に版権移動）
- エコノミスト投資の達人

## 批判
- 毎日デイリーニューズWaiWai問題
- 2021年5月18日、岸信夫防衛大臣は、新型コロナウイルスワクチンの自衛隊大規模接種センターの予約に関して、毎日新聞記者とAERA dot.記者から「不正な手段によって予約が取れたが、どのように受け止めているのか」との問い合わせが防衛省にあったとして、不正な手段による予約はワクチン接種希望者の接種機会を奪い、ワクチンそのものが無駄になりかねない悪質な行為に当たると述べ、防衛省として毎日新聞社および朝日新聞出版に対して厳重に抗議すると述べた[17]。

## 現役社員
下記は個別ページを持つ現役社員一覧
- 会川晴之（東京本社編集編成局編集委員。モンゴルに核廃棄物処分計画報道で、2012年ボーン・上田記念国際記者賞受賞）
- 國枝すみれ（外信部副部長。ボーン・上田記念国際記者賞受賞）
- 近藤勝重（専門編集委員）
- 重里徹也（論説委員）
- 牧太郎（専門編集委員）
- 松田喬和（専門編集委員）
- 元村有希子（東京本社科学環境部副部長。理系白書企画を創設。2007年度毎日新聞テレビCMで岩見隆夫、岸井成格、嶌信彦、鳥越俊太郎と共演。2007〜08年ロンドン留学）
- 与良正男（論説委員）
- 青野由利（論説委員）
- 鈴木琢磨（夕刊編集部編集委員）
- 丹下日出夫（契約記者。競馬評論家）
- 萩尾信也（社会部編集委員。佐藤健「生きる者の記録」取材班として石橋湛山記念早稲田ジャーナリズム大賞受賞）
- 福本容子（客員編集委員、元ロンドン特派員）
- 藤原章生（編集委員、開高健ノンフィクション賞受賞）

## 出身者・関係者
旧大毎・旧東日・初代社・2代社の仕分けは退職日に基づいた。

### 旧大毎出身
- 芥川龍之介 - 1919年（大正8年）菊池寛と同時に入社。学芸部で小説を担当。
- 石川欣一 - 1920年入社。文化部長、出版局長、サン写真新聞社長を経て随筆家、日本ライオンズクラブ初代ガバナー。
- 大西巨人 - 1940年入社。西部本社から徴兵・復員後復職せずに作家転向。原稿用紙約5,000枚に上る長編小説『神聖喜劇』を書き上げる。
- 大山康晴 - 将棋六段だった1942年（昭和17年）に嘱託雇用。後に実力制第三代名人となり通算18期獲得して十五世名人となった。
- 奥村信太郎 - 1901年（明治34年）入社。社会部長を経て1936年から終戦まで社長。
- 尾張久次 - 1927年入社。印刷工から運動部記者という異例の叩き上げを経て、プロ野球南海ホークス専属スコアラーに転職。
- 金子秀三 - 1924年入社。北平支局長、論説委員を経てラジオ九州代表取締役代表、RKB毎日放送社長・会長。
- 川村和嘉治 - 1930年入社。戦後、高知県知事に転じて当選2回。
- 菊池寛 - 1919年、芥川龍之介の入社と同時に時事新報から移籍。学芸部で小説を担当後、1923年文藝春秋創業のため退社するが、1934年（昭和9年）東日に復帰した[18]。
- 城戸元亮 - 1907年入社。東日編集主幹だった1926年、光文事件の責任を取り一旦退社。1932年、本山の後任で大毎取締役会長になるが、10カ月で辞職。
- 小谷正一 - 1936年入社。事業部から日刊新大阪編集局長を経て電通ラジオ・テレビ局長。さらに独立してイベントプロデューサー。
- 阪本勝 - 1925年頃に一時在籍。翼賛選挙で衆院当選1回、戦後は兵庫県知事当選2回。
- 薄田淳介 - 筆名・泣菫。1915年大阪日日新聞から移籍。学芸部長として芥川と菊池の招聘に尽力後、『サンデー毎日』初代編集長。
- 高石真五郎 - 1901年（明治34年）入社。旧大毎会長兼主筆から毎日新聞社社長。戦後、IOC委員・日本自転車振興会（現・JKA）会長などを歴任。
- 高木喜一郎 - 1893年（明治26年）時事新報から移籍して第2代社長。
- 高橋信三 - 1928年大阪時事新報から移籍。副主筆を経て毎日放送第2代社長（実質創業者）、東京12チャンネル取締役などを歴任。
- 西村真琴 - 1927年入社。学芸部時代にロボット『學天則』を作ったほか、論説顧問、大毎社会事業団理事などを歴任。全日本保育連盟創立者。俳優西村晃の実父。
- 新渡戸稲造 - 1929年（昭和4年）顧問に起用され英文毎日の監修を担当。元東京女子大学学長、元国際連盟事務次長。
- 原敬 - 1896年（明治28年）駐漢城特命全権公使を辞して編集総理に就任。1898年から1906年まで社長。その後第19代首相になる。
- 人見絹枝 - 1926年入社。運動部で陸上競技の選手として活躍する一方、事業部で選抜中学野球大会本部を担当し勝利チームの校歌吹奏・校旗掲揚を発案した。
- 平川清風 - 1914年入社。社会部長を経て常務取締役編集主幹。
- 真杉静枝 - 1925年入社。武者小路実篤の愛人となって退社後、小説家に転向。戦後、読売新聞で身の上相談（現・人生案内）の回答者として活躍。
- 本山彦一 - 1889年（明治22年）大阪藤田組（現・DOWAホールディングス）から転職して相談役。その前は時事新報で活躍していた。1906年第5代社長に就任し日報社合併、選抜中学野球・フットボール優勝大会・学生相撲選手権立ち上げ、『サンデー毎日』『週刊エコノミスト』『点字毎日』創刊を主導した。
- 湯浅禎夫 - 1928年入社。大毎野球団選手から運動部記者を経てプロ野球毎日オリオンズ総監督に就任。
- 渡辺治 - 1888年（明治21年）時事新報から移籍し初代社長兼主筆。都新聞（現・東京新聞）主筆兼任。

### 旧東日出身
- 麻生久 - 1917年入社。退社後、衆院議員当選2回。社会大衆党委員長を歴任。
- 阿部真之助 - 1911年（明治44年）満洲日日新聞から移籍。学芸部長として実力制名人戦・順位戦・本因坊戦を企画。主筆を最後に定年退職し、NHK会長・経営委員長などを歴任。またNHK学園創立者・初代理事長。
- 伊東巳代治 - 1891年（明治24年）関から引き継いで社長。内閣書記官長（現・事務担当官房副長官）、枢密顧問官、貴族院議員などを歴任し政官界の重鎮格を務めた。
- 稲原勝治 - 1923年読売新聞から移籍。1931年、日本外事協会理事長就任のため退社。
- 岡本綺堂 - 1890年（明治23年）入社。中央新聞、やまと新聞など競合他紙を転々とした後復帰。1913年、退社して劇作家に転向した。
- 加藤高明 - 1904年（明治37年）伊東から引き継いで日報社社長。後に第24代首相。
- 川島正次郎 - 1918年入社。旧東京市商工課長を経て衆院当選14回。自由民主党副総裁、派閥会長などを歴任。
- 岸井寿郎 - 1919年入社。政治部長、営業局次長を経て翼賛選挙で衆議院議員当選1回。
- 久米正雄 - 作家。1933年（昭和8年）阿部に招聘され社友。1938年阿部の後任で学芸部長。
- 鹿倉吉次 - 1914年入社。専務取締役を経てラジオ東京（現・TBSホールディングス）専務、東京放送第2代社長。
- 子母澤寛 - 1926年読売新聞から移籍。社会部・学芸部を兼任し『新選組三部作』を上梓。1933年（昭和8年）城戸事件の際に退社独立。
- 島崎新太郎 - 社会部長時代に都市対抗野球を発案、橋戸を招聘した。
- 鈴木茂三郎 - 1921年（大正10年）大正日日新聞から移籍。1937年に退職して無産大衆党・日本無産党書記長、戦後は日本社会党第2代委員長。衆院当選6回。
- 関直彦 - 1888年（明治21年）福地から引き継いで社長。退任後、衆院当選10回。さらに貴族院議員、東京弁護士会会長などを歴任し法曹界の超大物となる。
- 徳富猪一郎 - 筆名・蘇峰。國民新聞創業者。1929年同紙社長を辞して社賓。
- 橋戸信 - 1925年大阪朝日新聞から移籍。第1回早慶戦で早稲田のキャプテン。都市対抗野球の創設に貢献し、大会のMVPにあたる『橋戸賞』の由来となった。
- 福地源一郎 - 1874年大蔵省から移籍。従軍記者として西南戦争を取材した後主筆・社長。官報の代行機能を受注するなどの実績を残す。
- 坊秀男 - 1933年都新聞から移籍。大政翼賛会財務部副部長、財政詳報社長を経て衆院当選11回。厚生大臣・大蔵大臣を歴任。
- 保利茂 - 1927年（昭和2年）報知新聞から移籍。城戸事件の際城戸に連れて退社後、衆院当選11回。内閣官房長官、第59代衆議院議長などを歴任し大物政治家となった。
- 三土忠造 - 1911年（明治44年）入社。衆院当選11回、貴族院議員、内務大臣なども務め大物政治家となった。
- 弓館芳夫 - 筆名・小鰐。1918年萬朝報から移籍。運動部長として毎日テニス選手権を企画実行、その後写真部長、論説委員を歴任。

### 毎日新聞社（初代）出身
- 安倍晋太郎 - 1949年入社。政治部記者から岸信介の閣僚秘書官になるため退社。その後衆院当選11回、派閥会長などを務めた。
- 市川浩 - 1954年入社。大阪本社社会部で南海丸遭難事故の惨状を目の当たりにしたのをきっかけに退社して哲学の道に進む。後に明治大学教授・名誉教授。
- 井上靖 - 1936年旧大毎入社。学芸部副部長から芥川賞受賞をきっかけに作家に転向。
- 上田常隆 - 1926年旧大毎入社。営業局長・常務取締役を経て1961年（昭和36年）社長。在任中は東京本社の竹橋移転を推進した他、日本社会人野球協会（現・JABA日本野球連盟）会長を歴任。
- 植竹圓次 - 1927年旧東日入社。東日整理部長、毎日新聞社小学生新聞部長、地方部長を経て東京都八王子市助役に転じ、その後市長当選3回。
- 内山安二 - 1954年入社。西部本社小学生新聞部から独立して学習漫画の第一人者となる。
- 梅島貞 - 1929年入社。1968年（昭和43年）社長。
- 大島理森 - 1969年（昭和44年）入社。退社後、衆院当選12回。第76-77代衆議院議長を務め大物政治家となった。
- 大森実 - 1945年日本窒素肥料から転職。外信部長を経て独立し、カリフォルニア大学アーバイン校教授などを務めた。
- 中島道雄 - 1927年入社。RKB毎日放送社長、会長。
- 工藤信一良 - 1939年旧東日に入社。副社長から太平洋野球連盟（パ・リーグ）会長に就任し、事務局の正式名称を『パシフィック野球連盟』に変更した。
- 黒崎貞治郎 - 1924年旧東日に入社。東日学芸部副部長、日刊新大阪編集局長、社会部長、毎日オリオンズ取締役を経て太平洋野球連盟理事長。
- 小西和人 - 1950年徳島新聞から移籍。大阪本社社会部で釣り人の視点に立った環境問題の取材を手掛ける。1976年（昭和51年）独立して『週刊釣りサンデー』を創刊。
- 古波蔵保好 - 1941年沖縄日報から旧大毎へ移籍。大阪本社社会部記者、論説委員を経てエッセイスト、評論家。
- 小林正巳 - 1951年入社。政治部副部長から衆議院議員に転じ当選2回。新自由クラブ結党に参加した。
- 小峰元 - 1943年入社。大阪本社整理部、地方部から編集委員を経て乱歩賞受賞を機に退社して作家転向。
- 斎藤守慶 - 1951年入社。大阪テレビ放送に出向後、毎日放送へ移り第5代社長・会長・最高顧問を歴任。
- 坂田勝郎 - 1932年旧大毎入社。常務取締役大阪本社代表から毎日放送へ移籍し副社長・第4代社長・会長。
- 嶌信彦 - 1965年入社。経済部を経てTBSテレビ『プライムタイム』『ブロードキャスター』などでコメンテーター。
- 斯波四郎 - 1941年旧東日入社。サンデー毎日編集部を経て芥川賞受賞を機に退社し作家。
- 新名丈夫 - 1932年旧東日入社。合同後の1944年、いわゆる竹槍事件で首相東条英機の怒りを買い、帝國陸軍に召集され硫黄島の戦いで玉砕の一歩手前まで行く。
- 杉本良夫 - 1961年入社。1967年、アメリカ留学のため退社。その後1973年オーストラリアに渡りラトローブ大学教授、メルボルン日本研究センター初代所長を歴任。
- 鈴木恒夫 - 1963年入社。東京本社政治部から河野洋平の秘書に転じ、衆院当選6回。福田改造内閣で文部科学大臣を務めた。
- 鈴木棟一 - 1962年入社。政治部で自民党の内情に精通し、編集委員を経て政治評論家。
- 砂田一郎 - 1960年入社。フルブライト・プログラムで米国留学後、ワシントン支局を経て東海大学→学習院大学教授。
- 高田元三郎 - 1917年旧大毎入社。東日代表を経て毎日新聞社代表取締役、1945年（昭和20年）奥村の後任で社長。
- 高原須美子 - 1956年入社。出版局で週刊エコノミストを担当後、寿退社して経済評論家。旧経済企画庁長官、日本体育協会・セントラル野球連盟会長を歴任。
- 多岐川恭 - 1948年横浜正金銀行（現・三菱UFJ銀行）より転職。西部本社報道部から1958年直木賞受賞を機に退社。
- 竹内黎一 - 1949年入社。政治部から父・竹内俊吉の後を継いで衆院当選10回。自民党藤山派愛正会の伝統を最後まで守り抜き、中曽根内閣の科学技術庁長官として入閣も経験。
- 竹村健一 - 1955年入社。英文毎日記者から山陽特殊製鋼に転職。その後評論家として多数の著書を発刊した。
- 種村直樹 - 1959年入社。東京本社社会部で国鉄（ときわクラブ）を担当後、『レイルウェイ・ライター』の肩書で独立。
- 戸川幸夫 - 1937年旧東日入社。社会部記者、夕刊東日社会部長を経て毎日グラフ編集次長。1954年直木賞受賞を機に退社し動物文学作家として地位を確立した。
- 鳥井守幸 - 1955年入社。サンデー毎日編集長、論説委員を経て帝京平成大学教授、日本ジャーナリスト専門学校第3代校長。
- 内藤国夫 - 1961年入社。東京本社社会部で東大紛争を担当後、編集委員を経て独立し反創価のフリージャーナリストとなる。
- 内藤武宣 - 1961年入社。政治部から衆院議員に立候補するが落選し、第74代首相竹下登秘書を経て近畿放送（KBS京都）常務取締役社長室長。ミュージシャンDAIGOの実父。
- 南部忠平 - 1935年旧大毎入社。運動部長を経て日本陸連コーチ、東京五輪陸上総監督、北海道女子短大（現・北翔大学）教授などを歴任。
- 西山太吉 - 1954年入社。東京本社政治部在職中の1971年、西山事件当事者として逮捕・起訴される。1審で無罪判決を得たものの直後に退社してフリージャーナリストとなる。
- 葉室鐵夫 - 1946年西日本新聞から移籍。大阪本社運動部で甲子園ボウルの創設に関与。
- 福島清彦 - 1969年入社。経済部を経て新旧分離時に野村総合研究所へ移籍、定年退職後は立教大学教授から特任教授。
- 古谷綱正 - 1935年旧東日入社。整理部・論説委員（余録筆者）を経てTBSテレビ『ニュースコープ』キャスター。息子の古谷昭綱は『8時だョ!全員集合』プロデューサー。
- 細川隆一郎 - 1942年旧東日入社。東京本社政治部長、中部本社編集局次長を経て政治評論家。1980年代以降はタレントとしても活躍。
- 本田親男 - 1924年神戸新聞から移籍。旧大毎社会部長、大阪本社編集局長、代表を経て第8代社長。日本新聞協会会長、毎日放送会長などを歴任。
- 三宅久之 - 1953年入社。東京本社特別報道部長からテレビ朝日『ニュースレーダー』キャスターを歴任。
- 村社講平 - 1946年復員後に入社。大阪本社運動部で南部の部下として全国高校駅伝・びわ湖毎日マラソン（現・大阪マラソン）・ニューイヤー駅伝を創始した。
- 山崎豊子 - 1944年（昭和19年）入社。大阪本社学芸部で井上靖の部下。直木賞受賞を機に作家に転向。

### 毎日新聞社（2代）出身
- 天野勝文 - 1959年旧社入社。編集委員・論説委員を経て筑波大学→日本大学教授。
- 板垣英憲 - 1972年旧社入社。政治部から1985年に独立、評論家として著書多数。
- 岩尾光代 - 1971年文部省から旧社に移籍。出版局で『サンデー毎日』『一億人の昭和史』などを担当。
- 岩見隆夫 - 1958年旧社入社。政治部次長、サンデー毎日編集長などを歴任するが、記事捏造事件に絡んで編集局長を辞任。その後再起し特別顧問。
- 大橋建一 - 1969年旧社入社。元和歌山県知事大橋正雄の長男。製作技術局次長、社長室委員を経て和歌山市長当選3回。
- 大塚智彦 - 1984年入社。ジャカルタ支局長を経て2000年に産経新聞へ移籍しシンガポール支局長。後に独立してインドネシア情勢専門のフリージャーナリストとなる。2023年12月25日死去。
- 奥武則 - 1970年旧社入社。学芸部長、論説副委員長、特別編集委員を経て法政大学教授、N検協会副理事長。
- 岸井成格 - 1967年旧社入社。岸井寿郎の長男。政治部長、論説委員長、特別編集委員を経てTBS『NEWS23』第4代アンカー。N検協会初代理事長。
- 黒岩徹 - 1964年旧社入社。ロンドン支局長、編集委員を経て東洋英和女学院大学教授に転じ、現名誉教授。
- 小池唯夫 - 1956年（昭和31年）旧社入社。政治部長、論説委員長、東京本社編集局長などを経て1992年現社社長。日本新聞協会会長、パ・リーグ会長などを歴任。
- 古森義久 - 1963年旧社入社。南ベトナム駐在中にボーン・上田賞受賞。編集委員を経て1987年に産経新聞へ移籍し初代中国総局長。
- 斎藤明 - 1959年旧社入社。政治部長、論説委員長、編集局長を経て1998年小池の後任で社長。2004年、毎日新聞社長監禁事件の被害者となる。名誉議員櫻内義雄の義理の従弟。
- 佐々木俊尚 - 1988年入社。警視庁記者クラブでサイバー犯罪を担当後、月刊アスキーを経てフリーに転向。
- 重村智計 - 1971年旧社入社。ソウル・ワシントン駐在、論説委員を経て拓殖大学→早稲田大学→東京通信大学教授、N検協会理事。
- 下川正晴 - 1972年旧社入社。ソウル・バンコク支局長、論説委員を経て韓国外国語大学校→大分県立芸術文化短期大学教授。
- 白戸圭一 - 1995年入社。外信部でヨハネスブルク・ワシントンDC特派員を経て三井物産に移籍、さらに2018年から立命館大学教授に転じた。
- 高木陽介 - 1984年入社。東京本社社会部から公明党所属で政治家に転じて衆院当選9回。
- 高畑昭男 - 1973年旧社入社。東京本社論説委員時代に第85代内閣総理大臣森喜朗が出鱈目な英語を使ったとする『Who are you?捏造報道』を創作。その後産経新聞に移籍し特別記者兼論説副委員長、さらに白鷗大学教授を経てニッポンドットコム理事。
- 丹下日出夫 - 2008年（平成20年）、競馬専門紙ホースニュース・馬（関東版）から移籍して中央競馬を担当。BS11『BSイレブン競馬中継』スタジオ解説者。
- 鳥越俊太郎 - 1965年（昭和40年）旧社入社。サンデー毎日編集長からテレ朝『ザ・スクープ』キャスター。
- 西井一夫 - 1969年旧社入社。出版局で『カメラ毎日』編集長を経て『戦後50年』『20世紀の記憶』を担当。
- 前坂俊之 - 1969年旧社入社。情報調査部副部長を経て静岡県立大学教授・名誉教授。
- 増田れい子 - 作家住井すゑの長女。1953年旧社入社。東京本社学芸部、サンデー毎日編集部を経て1991年、女性史上初の論説委員に就任。
- 松永和紀 - 1990年入社。西部本社報道部から2000年に独立してフードコミュニケーションコンパス（FOOCOM）初代代表。
- 松村由利子 - 朝日新聞西部本社から移籍。東京本社学芸部、科学環境部を経て2006年、現代短歌新人賞受賞を機に独立。
- 宮武剛 - 1968年旧社入社。科学部長、論説副委員長を経て埼玉県立大学→目白大学教授、日本リハビリテーション学舎理事長を歴任。
- 森永京一 - 1960年旧社入社。経済評論家森永卓郎の実父、退社後、獨協大学教授。
- 山本祐司 - 1960年旧社入社。東京本社社会部長在職中に脳出血で倒れる。退社後に上梓した『最高裁物語』で日本記者クラブ賞受賞。

### 旧夕刊東日出身
- 狩野近雄 - 1933年旧東日入社。編集局長時代に長を見いだし、毎日復帰後は中部代表、西部代表を経てスポニチ社長。
- 長新太 - 1949年入社。1コマ漫画を担当後、廃刊と同時に独立して絵本作家に転向。

### 所属している（所属したことのある）主要な（報道）写真家
- 岩合徳光 - 1947年大連日日新聞から移籍。1961年に独立して動物写真の第一人者となる。息子の岩合光昭も動物写真家。
- 江成常夫 - 1962年入社。東京本社カメラマンから独立して写真家、九州産業大学教授。
- 長尾靖 - 1953年入社。東京本社写真部で浅沼稲次郎暗殺の瞬間を撮りピューリッツァー賞・世界報道写真大賞を受賞したのを機に独立した。

### 在籍時期不明
- 山下春江 - 1920年代に一時在籍。結婚のため退社後、夫が創業した会社の社長を経て戦後、女性初の国会議員となる。衆院5回、参院2回の計7回当選。

## 毎日新聞グループ企業
ここに記載するのは、毎日新聞社の子会社および主要関連企業である。
毎日新聞グループホールディングス傘下のスポーツニッポングループ、東日印刷グループ等は含まない。
各種メディア事業
- 株式会社毎日新聞ネット - ニュースサイト、データベース制作[19]。
- 株式会社MANTAN（旧社名・株式会社毎日新聞デジタル） - MANTANWEB（まんたんウェブ）の運営。
- 株式会社毎日教育総合研究所
- 株式会社下野新聞社 - 栃木県の県域新聞[注 4]
- 株式会社福島民報社 - 福島県の県域新聞
- 株式会社ラジオ福島 - 福島県のAMラジオ単営局
- 毎日新聞出版株式会社

不動産事業
- 株式会社毎日ビルディング

印刷事業
※他、東日印刷グループが東日本の大半を、高速オフセットが関西圏での大半の印刷業務を行っている。
- 株式会社毎日新聞北海道センター
- 株式会社毎日新聞大阪センター
- 株式会社毎日新聞中四国印刷
- 株式会社毎日新聞九州センター

販売・輸送
- 毎日新聞開発株式会社
- 毎日新聞名古屋開発株式会社
- 毎日新聞大阪開発株式会社
- 毎日販売協栄株式会社
- 毎日新聞中部販売普及株式会社
- 株式会社東都春陽堂-東日本地区のコンビニ、駅、ホテル等への企業受注納品業
- 株式会社近販-西日本地区の企業受注納品業
- エス・エヌ輸送株式会社-関東圏の輸送業務
- 株式会社毎日新聞西部アシスト-九州管内の輸送業務

折込広告
- 毎日折込株式会社
- 株式会社北海道毎日サービス-北海道全域
- 株式会社新広社-関西中部地区中心
- 株式会社毎日メディアサービス-山口県及び九州全域

広告
- 株式会社毎日広告社
- 株式会社毎日企画サービス
- 株式会社毎日エージェンシー
- 大毎広告株式会社
- 株式会社西部毎日広告社

その他
- 株式会社毎栄
- 株式会社毎日文化センター〔中部〕
- 株式会社毎日文化センター〔大阪〕
- 株式会社毎日みらい創造ラボ
- 株式会社内外切抜通信社

## その他関連組織
- 毎日信用組合 - 職域金融機関
- 毎日書道会
- 毎日新聞社会事業団(東京・大阪・西部)
- 公益財団法人認知症予防財団
- 一般社団法人アジア調査会
- 一般社団法人総合デザイナー協会
- 日本ニュース時事能力検定協会

## 友好会社・団体
※現在、毎日新聞グループは、TBS及び系列各局と資本関係はほとんど無い状態であり、友好関係は続いているもののグループ企業には入っていない。毎日新聞社が三和グループに所属している、みどり会の会員企業であるのに対しTBSホールディングスやTBSテレビは三井グループに所属している。（TBSとの関係に関してはTBSホールディングス#新聞系列の詳述参照）
- 株式会社TBSホールディングス
  - 株式会社TBSテレビ
  - 株式会社TBSラジオ
  - 株式会社BS-TBS
- 株式会社MBSメディアホールディングス
  - 株式会社毎日放送
  - 株式会社MBSラジオ
- 株式会社RKB毎日ホールディングス
  - RKB毎日放送株式会社
- 株式会社マイナビ
- 社会福祉法人東京ヘレン・ケラー協会
- 社会福祉法人日本ヘレン・ケラー財団
- 日本報道写真連盟

## 支配下にある基幹放送事業者
マスメディア集中排除原則において「支配」に当たる10%を超える議決権を有しているものとして公表されている地上基幹放送事業者 を挙げる。
- 株式会社ラジオ福島
- 株式会社和歌山放送
- テレビ山口株式会社